# Tour of Britain 2016
Il Tour of Britain 2016, tredicesima edizione della corsa, valido come prova dell'UCI Europe Tour 2016, si svolse dal 4 all'11 settembre 2016 su un percorso complessivo di 1 296,9 km suddivisi in 8 tappe (la settima composta da due semitappe), con partenza da Glasgow e arrivo a Londra. La vittoria finale andò al britannico Steve Cummings, che si impose con il tempo di 31h30'45" alla media oraria di 41,155 km/h, davanti a Rohan Dennis e Tom Dumoulin.

## Tappe
| Tappa  | Data         | Percorso                              | km      | Vincitore di tappa    | Leader cl. generale |
| ------ | ------------ | ------------------------------------- | ------- | --------------------- | ------------------- |
| 1ª     | 4 settembre  | Glasgow > Castle Douglas              | 161,6   | André Greipel         | André Greipel       |
| 2ª     | 5 settembre  | Carlisle > Kendal                     | 188,2   | Julien Vermote        | Julien Vermote      |
| 3ª     | 6 settembre  | Congleton > Knutsford                 | 179,4   | Ian Stannard          | Julien Vermote      |
| 4ª     | 7 settembre  | Denbigh > Builth Wells                | 218     | Dylan Groenewegen     | Julien Vermote      |
| 5ª     | 8 settembre  | Aberdare > Bath                       | 194,5   | Jack Bauer (ciclista) | Julien Vermote      |
| 6ª     | 9 settembre  | Sidmouth > Haytor                     | 150     | Wout Poels            | Steve Cummings      |
| 7ª-1   | 10 settembre | Bristol > Bristol (Cron. individuale) | 15      | Tony Martin           | Steve Cummings      |
| 7ª-2   | 10 settembre | Bristol > Bristol                     | 90      | Rohan Dennis          | Steve Cummings      |
| 8ª     | 11 settembre | Londra > Londra                       | 100     | Caleb Ewan            | Steve Cummings      |
| Totale | Totale       | Totale                                | 1 296,9 |                       |                     |

## Squadre partecipanti
Al Tour of Britain 2016 parteciparono 21 squadre composte da 6 corridori, per un totale di 124 al via (2 squadre da 5). Le squadre partecipanti furono 11 del World Tour, 4 Professional Continental, 5 Continental e una selezione britannica.
| N.      | Cod. | Squadra                       |
| ------- | ---- | ----------------------------- |
| 1-6     | TNK  | Team Dimension Data           |
| 11-16   | SKY  | Team Sky                      |
| 21-26   | WIG  | Team Wiggins                  |
| 31-36   | EQS  | Etixx-Quick Step              |
| 41-46   | MOV  | Movistar Team                 |
| 51-56   | BMC  | BMC Racing Team               |
| 61-66   | CSF  | Bardiani-CSF                  |
| 71-76   | SKT  | An Post-ChainReaction         |
| 81-86   | TCG  | Cannondale-Drapac             |
| 91-96   | CJR  | Caja Rural-Seguros RGA        |
| 101-106 | GBR  | Selezione della Gran Bretagna |

| N.      | Cod. | Squadra             |
| ------- | ---- | ------------------- |
| 111-116 | LTS  | Lotto-Soudal        |
| 121-126 | ONE  | ONE Pro Cycling     |
| 131-136 | JLT  | JLT Condor          |
| 141-146 | OBE  | Orica-BikeExchange  |
| 151-156 | WGG  | Wanty-Groupe Gobert |
| 161-166 | MGT  | Madison Genesis     |
| 171-175 | TGA  | Team Giant-Alpecin  |
| 181-186 | NPC  | NFTO                |
| 191-196 | TLJ  | Team Lotto NL-Jumbo |
| 201-206 | TFS  | Trek-Segafredo      |

## Dettagli delle tappe

### 1ª tappa
- 4 settembre: Glasgow > Castle Douglas – 161,6 km

Risultati
| Pos. | Corridore       | Squadra      | Tempo    |
| ---- | --------------- | ------------ | -------- |
| 1    | André Greipel   | Lotto-Soudal | 3h52'40" |
| 2    | Caleb Ewan      | Orica        | s.t.     |
| 3    | Ramon Sinkeldam | Giant        | s.t.     |

| Pos. | Corridore        | Squadra      | Tempo    |
| ---- | ---------------- | ------------ | -------- |
| 1    | André Greipel    | Lotto-Soudal | 3h52'30" |
| 2    | Jasper Bovenhuis | An Post      | a 1"     |
| 3    | Caleb Ewan       | Orica        | a 4"     |

### 2ª tappa
- 5 settembre: Carlisle > Kendal – 188,2 km

Risultati
| Pos. | Corridore      | Squadra      | Tempo    |
| ---- | -------------- | ------------ | -------- |
| 1    | Julien Vermote | Etixx        | 4h40'50" |
| 2    | Steve Cummings | Dimension D. | a 2"     |
| 3    | Daniel Martin  | Etixx        | a 58"    |

| Pos. | Corridore      | Squadra      | Tempo    |
| ---- | -------------- | ------------ | -------- |
| 1    | Julien Vermote | Etixx        | 8h33'20" |
| 2    | Steve Cummings | Dimension D. | a 6"     |
| 3    | Daniel Martin  | Etixx        | a 1'04"  |

### 3ª tappa
- 6 settembre: Congleton > Knutsford – 179,4 km

Risultati
| Pos. | Corridore      | Squadra    | Tempo    |
| ---- | -------------- | ---------- | -------- |
| 1    | Ian Stannard   | Team Sky   | 4h14'12" |
| 2    | Graham Briggs  | JLT Condor | a 1'46"  |
| 3    | Kristian House | ONE        | s.t.     |

| Pos. | Corridore      | Squadra      | Tempo     |
| ---- | -------------- | ------------ | --------- |
| 1    | Julien Vermote | Etixx        | 12h53'15" |
| 2    | Steve Cummings | Dimension D. | a 6"      |
| 3    | Daniel Martin  | Etixx        | a 1'04"   |

### 4ª tappa
- 7 settembre: Denbigh > Builth Wells – 218 km

Risultati
| Pos. | Corridore         | Squadra  | Tempo    |
| ---- | ----------------- | -------- | -------- |
| 1    | Dylan Groenewegen | Lotto NL | 5h28'49" |
| 2    | Daniel McLay      | Fortuneo | s.t.     |
| 3    | Ben Swift         | Team Sky | s.t.     |

| Pos. | Corridore      | Squadra      | Tempo     |
| ---- | -------------- | ------------ | --------- |
| 1    | Julien Vermote | Etixx        | 18h22'04" |
| 2    | Steve Cummings | Dimension D. | a 6"      |
| 3    | Ben Swift      | Team Sky     | a 1'03"   |

### 5ª tappa
- 8 settembre: Aberdare > Bath – 194,5 km

Risultati
| Pos. | Corridore     | Squadra    | Tempo    |
| ---- | ------------- | ---------- | -------- |
| 1    | Jack Bauer    | Cannondale | 4h45'25" |
| 2    | Amaël Moinard | BMC        | s.t.     |
| 3    | Erick Rowsell | Madison    | s.t.     |

| Pos. | Corridore      | Squadra      | Tempo     |
| ---- | -------------- | ------------ | --------- |
| 1    | Julien Vermote | Etixx        | 23h07'29" |
| 2    | Steve Cummings | Dimension D. | a 6"      |
| 3    | Ben Swift      | Team Sky     | a 1'03"   |

### 6ª tappa
- 9 settembre: Sidmouth > Haytor – 150 km

Risultati
| Pos. | Corridore    | Squadra  | Tempo    |
| ---- | ------------ | -------- | -------- |
| 1    | Wout Poels   | Team Sky | 3h56'15" |
| 2    | Rohan Dennis | BMC      | a 7"     |
| 3    | Tom Dumoulin | Giant    | a 8"     |

| Pos. | Corridore      | Squadra      | Tempo     |
| ---- | -------------- | ------------ | --------- |
| 1    | Steve Cummings | Dimension D. | 27h04'11" |
| 2    | Tom Dumoulin   | Giant        | a 49"     |
| 3    | Rohan Dennis   | BMC          | a 51"     |

### 7ª tappa, 1ª semitappa
- 10 settembre: Bristol > Bristol – Cronometro individuale – 15 km

Risultati
| Pos. | Corridore    | Squadra | Tempo  |
| ---- | ------------ | ------- | ------ |
| 1    | Tony Martin  | Etixx   | 18'06" |
| 2    | Rohan Dennis | BMC     | a 3"   |
| 3    | Tom Dumoulin | Giant   | a 5"   |

| Pos. | Corridore      | Squadra   | Tempo     |
| ---- | -------------- | --------- | --------- |
| 1    | Steve Cummings | Dimension | 27h22'33" |
| 2    | Tom Dumoulin   | Giant     | a 38"     |
| 3    | Rohan Dennis   | BMC       | s.t.      |

### 7ª tappa, 2ª semitappa
- 10 settembre: Bristol > Bristol – 90 km

Risultati
| Pos. | Corridore           | Squadra  | Tempo    |
| ---- | ------------------- | -------- | -------- |
| 1    | Rohan Dennis        | BMC      | 1h58'42" |
| 2    | Maximiliano Richeze | Etixx    | a 6"     |
| 3    | Dylan Groenewegen   | Lotto NL | s.t.     |

| Pos. | Corridore      | Squadra      | Tempo     |
| ---- | -------------- | ------------ | --------- |
| 1    | Steve Cummings | Dimension D. | 29h21'21" |
| 2    | Rohan Dennis   | BMC          | a 26"     |
| 3    | Tom Dumoulin   | Giant        | a 38"     |

### 8ª tappa
- 11 settembre: Londra > Londra – 100 km

Risultati
| Pos. | Corridore         | Squadra      | Tempo    |
| ---- | ----------------- | ------------ | -------- |
| 1    | Caleb Ewan        | Orica        | 2h09'24" |
| 2    | Dylan Groenewegen | Lotto NL     | s.t.     |
| 3    | Jens Debusschere  | Lotto-Soudal | s.t.     |

| Pos. | Corridore      | Squadra      | Tempo     |
| ---- | -------------- | ------------ | --------- |
| 1    | Steve Cummings | Dimension D. | 31'30"45" |
| 2    | Rohan Dennis   | BMC          | a 26"     |
| 3    | Tom Dumoulin   | Giant        | a 38"     |

## Classifiche finali

### Classifica generale - Maglia gialla
| Pos. | Corridore        | Squadra        | Tempo     |
| ---- | ---------------- | -------------- | --------- |
| 1    | Steve Cummings   | Dimension D.   | 31h30'45" |
| 2    | Rohan Dennis     | BMC            | a 26"     |
| 3    | Tom Dumoulin     | Giant          | a 38"     |
| 4    | Tony Gallopin    | Lotto-Soudal   | a 1'02"   |
| 5    | Dylan van Baarle | Cannondale     | a 1'21"   |
| 6    | Nicolas Roche    | Team Sky       | a 1'26"   |
| 7    | Xandro Meurisse  | Wanty-Gobert   | a 1'48"   |
| 8    | Ben Swift        | Team Sky       | a 1'52"   |
| 9    | Julien Vermote   | Etixx          | a 2'12"   |
| 10   | Jacopo Mosca     | Trek-Segafredo | a 2'32"   |

### Classifica a punti - Maglia azzurra
| Pos. | Corridore         | Squadra      | Punti |
| ---- | ----------------- | ------------ | ----- |
| 1    | Dylan Groenewegen | Lotto NL     | 53    |
| 2    | Rohan Dennis      | BMC          | 47    |
| 3    | Caleb Ewan        | Orica        | 41    |
| 4    | Tom Dumoulin      | Giant        | 41    |
| 5    | Tony Gallopin     | Lotto-Soudal | 39    |

### Classifica scalatori - Maglia nera
| Pos. | Corridore           | Squadra      | Punti |
| ---- | ------------------- | ------------ | ----- |
| 1    | Xandro Meurisse     | Wanty-Gobert | 60    |
| 2    | Nicolas Roche       | Team Sky     | 42    |
| 3    | Miguel Ángel Benito | Caja Rural   | 27    |
| 4    | Kristian House      | ONE          | 26    |
| 5    | Jonathan McEvoy     | NFTO         | 25    |

### Classifica sprint - Maglia verde
| Pos. | Corridore        | Squadra      | Punti |
| ---- | ---------------- | ------------ | ----- |
| 1    | Jasper Bovenhuis | An Post      | 24    |
| 2    | André Greipel    | Lotto-Soudal | 12    |
| 3    | Jonathan McEvoy  | NFTO         | 10    |
| 4    | Matt Cronshaw    | Madison      | 6     |
| 5    | Peter Williams   | ONE          | 6     |

### Classifica a squadre
| Pos. | Squadra                          | Tempo     |
| ---- | -------------------------------- | --------- |
| 1    | Team Sky                         | 94h43'33" |
| 2    | Wanty-Groupe Gobert              | a 1'17"   |
| 3    | Etixx-Quick Step                 | a 2'15"   |
| 4    | Cannondale-Drapac Pro Cycling T. | a 9'17"   |
| 5    | BMC Racing Team                  | a 15'49"  |